# Catocala westcottii
Catocala westcottii là một loài bướm đêm trong họ Erebidae.